# Републикански път III-813
Републикански път IIІ-813 е третокласен път, част от Републиканската пътна мрежа на България, на територията на Софийска и Пернишка област. Дължината му е 63,3 km.
Пътят се отклонява наляво при 31,7 km на Републикански път II-81 северно от село Бучин проход, в най-източната част на Годечката котловина и се насочва на запад-северозапад през котловината. Минава през село Шума и центъра на град Годеч, където завива на запад-югозапад и до село Туден следва долината на река Нишава. След това навлиза в северните разклонения на планината Чепън, минава последователно през селата Букоровци, Каленовци и Прекръсте, където завива на юг, преодолява западните части на Чепън и слиза в най-западната част на Софийската котловина, в град Драгоман. Преминава през центъра на града и поема в западна посока, като преодолява нисък вододел и навлиза в Бурелската котловина. Тук минава последователно през селата Габер, Владиславци, Круша и Грълска падина, изкачва в непосредствена близост до границата със Сърбия най-северозападната част на планината Вискяр, минава през село Врабча и слиза в долината на река Ябланица (десен приток на Ерма), където се свързва с Републикански път II-63 при неговия 45,4 km.
В центъра на град Годеч, при неговия 8 km, надясно се отделя Републикански път III-8132 (20,6 km) през селата Ропот, Смолча и Комщица до село Бърля.
| Пътища, отклоняващи се надясно (населено място, № на пътя, посока на пътя) | km   | Пътища, отклоняващи се наляво (посока на пътя, № на пътя, населено място) |
| -------------------------------------------------------------------------- | ---- | ------------------------------------------------------------------------- |
| Община Костинброд, Софийска област, II-81, 31,7 km ←                       | 0,0  | ← 31,7 km, II-81, Софийска област, Община Костинброд                      |
| Община Годеч                                                               | 0,6  | Община Годеч                                                              |
| с. Шума                                                                    | 4    | → с. Шума, общински път (за с. Лопушня)                                   |
| гр. Годеч                                                                  | 6,4  | → гр. Годеч, общински път (за с. Лопушня)                                 |
| (до с. Бърля) III-8132 0 km, гр. Годеч ←                                   | 8,0  | гр. Годеч                                                                 |
|                                                                            | 11   | → общински път (за с. Мургаш)                                             |
| (за с. Туден) общински път] ←                                              | 12   |                                                                           |
| (за с. Туден) общински път] ←                                              | 14   |                                                                           |
|                                                                            | 15   | → общински път (за с. Мургаш)                                             |
| с. Букоровци                                                               | 17   | с. Букоровци                                                              |
| Община Драгоман, (от с. Калотина) III-8001, 28,2 km, с. Каленовци →        | 19,0 | с. Каленовци, Община Драгоман                                             |
| с. Прекръсте                                                               | 21   | с. Прекръсте                                                              |
|                                                                            | 24   | → общински път (за с. Летница)                                            |
| гр. Драгоман                                                               | 27,7 | ← гр. Драгоман, 23,7 km III-8103 (от 28 km на II-81)                      |
| (от ГКПП Калотина) I-8, 12,8 km, гр. Драгоман →                            | 29,5 | → гр. Драгоман, 12,8 km, I-8 (до ГКПП Капитан Андреево - Капъкуле)        |
| гр. Драгоман                                                               | 31,1 | → гр. Драгоман, общински път (за с. Чуковезер)                            |
| (за с. Чорул) общински път] ←                                              | 34,1 |                                                                           |
| (за с. Чорул) общински път] ←                                              | 36,5 | ← 21,2 km III-8112 (от гр. Сливница)                                      |
| с. Владиславци                                                             | 41   | с. Владиславци                                                            |
| (за с. Несла) общински път] ←                                              | 44,3 |                                                                           |
| с. Круша                                                                   | 47,9 | с. Круша                                                                  |
| с. Грълска падина                                                          | 49,7 | → с. Грълска падина, общински път (за с. Горно село)                      |
| Община Трън, Област Перник                                                 | 52   | Област Перник, Община Трън                                                |
|                                                                            | 55,1 | → общински път (за с. Проданча)                                           |
| с. Врабча                                                                  | 57,8 | с. Врабча                                                                 |
| (до ГКПП Стрезимировци) II-63 45,4 km ←                                    | 63,3 | ← 45,4 km II-63 (от гр. Перник)                                           |